# Нижньотамбовське сільське поселення
Нижньотамбо́вське сільське поселення (рос. Нижнетамбовское сельское поселение) — сільське поселення у складі Комсомольського району Хабаровського краю Росії.
Адміністративний центр та єдиний населений пункт — село Нижньотамбовське.

## Історія
Селище 101 км ліквідовано 2015 року.

## Населення
Населення сільського поселення становить 805 осіб (2019; 942 у 2010, 1219 у 2002).

## Склад
До складу сільського поселення входять:
| Населений пункт          | Населення, осіб (2002) | Населення, осіб (2010) |
| ------------------------ | ---------------------- | ---------------------- |
| 101 км, селище           | 7                      | 0                      |
| Нижньотамбовське, селище | 1212                   | 942                    |